# Maximilian Anton Lamoral von Thurn und Taxis
Maximilian Anton Lamoral von Thurn und Taxis (Regensburg 28 september 1831 – aldaar,  26 juni 1867) was het derde kind van vorst Maximilian Karl von Thurn und Taxis en Wilhelmine von Dörnberg en droeg de titel erfprins en erfopvolger van het Huis Thurn und Taxis. Hij huwde op 28 augustus 1858 met Helene Caroline Therese, de oudere zuster van keizerin Elisabeth van Oostenrijk.
Prins Maximilian Anton zou nooit de positie van regerend vorst bekleden. Pas vier jaar na zijn dood overleed zijn vader Maximilian Karl en ging de titel over op de zoon van Maximilian Anton, Maximilian Maria.

## Kinderen
- Louisa (1859-1948) - gehuwd met Frederik van Hohenzollern-Sigmaringen
- Elisabeth Marie (1860-1881) - gehuwd met hertog Michaël van Bragança
- Maximilian Maria (1862-1885)
- Albert I (1867-1953)